# Hrabstwo Lafayette (Missisipi)
Hrabstwo Lafayette (ang. Lafayette County) – hrabstwo w stanie Missisipi w Stanach Zjednoczonych. Obszar całkowity hrabstwa obejmuje powierzchnię 679,29 mil² (1759,35 km²). Według szacunków United States Census Bureau w roku 2009 miało 43 975 mieszkańców.
Hrabstwo powstało w 1836 roku. 

## Miejscowości
- Abbeville
- Oxford
- Taylor
- University[4].

| Populacja hrabstwa w poprzednich latach | Populacja hrabstwa w poprzednich latach |
| Rok                                     | Liczba ludności                         |
| --------------------------------------- | --------------------------------------- |
| 1980                                    | 31 018                                  |
| 1990                                    | 31 826                                  |
| 2000                                    | 38 744                                  |
| 2005                                    | 40 842                                  |